# Louis Pierre Dufourny de Villiers
Pour les articles homonymes, voir Villiers.
Pour les articles homonymes, voir Dufourny.
Louis Pierre Dufourny de Villiers est un marchand négociant de tissus, architecte,  ingénieur en chef de la ville de Paris, homme politique français de la Révolution, un des fondateurs et premier président du Club des Cordeliers, défendant les moins fortunés qu'il appelle le « quatrième ordre », né à Paris en 1739, et mort dans la même ville le 12 juin 1796.

## Biographie
Architecte né à Paris, il publia entre autres le 25 avril 1789, au moment des États généraux de la France, les « Cahiers du quatrième Ordre, celui des pauvres  journaliers, des infirmes, des indigents, etc., l'ordre sacré des infortunés ; ou correspondance philanthropique entre les Infortunés, les Hommes sensibles, et les États-généraux : pour suppléer au droit de députer directement aux États, qui appartient à tout français, mais dont cet Ordre ne jouit pas encore ».
Ce terme de quatrième Ordre a été à l'origine du terme Quart-Monde. Les Cahiers du Quatrième Ordre, republiés en 1967 par la société Edhis, ont inspiré Joseph Wresinski, fondateur d'ATD Quart monde.
Dans son histoire de la Révolution française, Jules Michelet cite Dufourny à propos de la lutte qui opposa Robespierre aux Dantonistes, à l'ancien Comité de sûreté générale : « Cette chasse se fit aux jacobins. Celui qui lança la  bête fut un certain Dufourny, qu'Hébert croyait hébertiste mais qui ne bougeait pas de l'antichambre des Comités  et dont le zèle excessif lassait Robespierre.» Compromis comme Dantoniste, il est disgracié et arrêté mais échappe à la guillotine.

## Publications
- Les Cahiers du Quatrième Ordre scannés sur Gallica